# Lestes ictericus
Lestes ictericus är en trollsländeart som beskrevs av Gerstaecker 1869. Lestes ictericus ingår i släktet Lestes och familjen glansflicksländor. IUCN kategoriserar arten globalt som livskraftig. Inga underarter finns listade i Catalogue of Life.